# Asplenium trichomanes ssp. quadrivalens
Asplenium trichomanes ssp. quadrivalens és una falguera de la família Aspleniaceae, present als Països Catalans.

## Particularitats
És una falguera autotetraploide (2n=144 cromosomes) de la família de les Aspleniaceae. Les seves frondes mesuren entre 10 i 25 cm. Pinnes de 0,4 a 1,2 cm. relativament pròximes unes de les altres, suborbiculars, ovades o oblongues, coriàcies excepte en les formes d'ombra; les superiors, inserides perpendicular o un poc obliquament al raquis; la pinna apical, reduïda, linear-lanceolada. Espores d'entre 27 i 50 micres de diàmetre. Esporulació durant tot l'any.

## Hàbitat

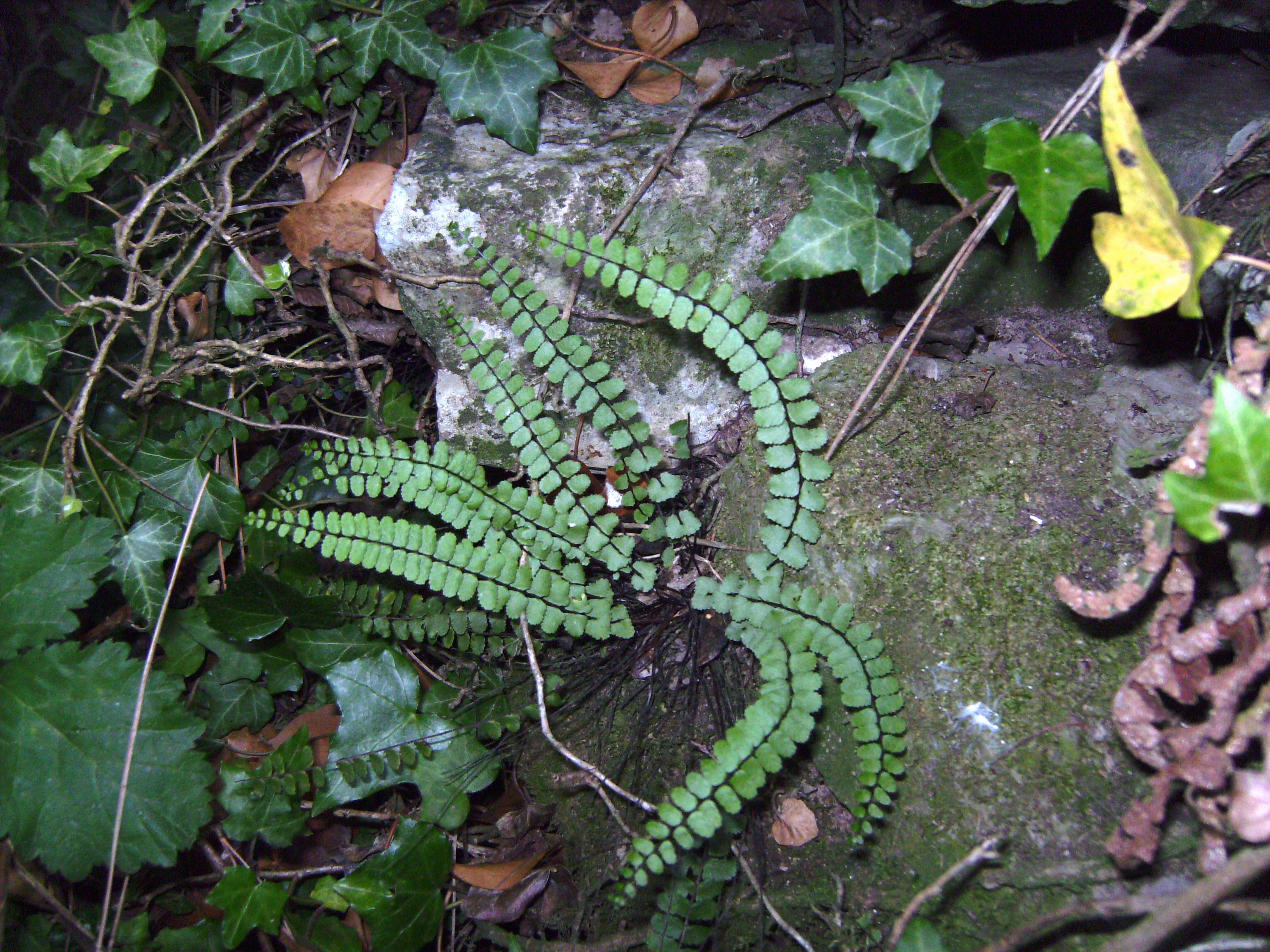
Falzia roja subsp quadrivalens creixent a l'ombra prop d'un pou

Viu a les encletxes de les roques i entre les pedres de les parets de les marjades, tant àcides com bàsiques, a vegades als sotaboscos. Pot viure tant a plena llum com a la penombra i suporta bé la sequera estival, encara que prefereix els ambients humits. Durant els mesos més secs i calorosos de l'estiu les seves frondes entren en estivació i es deshidraten fins a arribar a semblar mortes, rehidratant-se i reverdint de nou com si no hagués passat res amb les primeres pluges de la tardor.

## Híbrids
- Asplenium trichomanes nothosubsp. lucanum: híbrid entre Asplenium trichomanes ssp. quadrivalens i Asplenium trichomanes ssp. inexpectans.
- Asplenium trichomanes nothosubsp. lusaticum: híbrid entre Asplenium trichomanes ssp. quadrivalens i Asplenium trichomanes ssp. trichomanes.
- Asplenium X orellii: híbrid entre Asplenium majoricum i Asplenium trichomanes ssp. quadrivalens.
- Asplenium X tubalense (Asplenium trichomanes nothosubsp. barreraense): híbrid entre Asplenium azomanes i Asplenium trichomanes ssp. quadrivalens.
- Asplenium X pagesii: híbrid entre el Asplenium foreziense i el Asplenium trichomanes ssp. quadrivalens.
- Asplenium X heufleri: híbrid entre el Asplenium septentrionale ssp. septentrionale i Asplenium trichomanes ssp. quadrivalens.
- Asplenium X helii nothosubsp. nieschalkii: híbrid entre Asplenium petrarchae ssp. petrarchae i Asplenium trichomanes ssp. quadrivalens.